# カラシリス
カラシリス（Kalasiris）とはエジプト中王国時代から新王国時代にかけて比較的豊かな人々の間で男女を問わず着用された半透明の上着のこと。
多くはチュニックワンピースのような形をしており、腰布やワンピースドレスの上から被ってから帯を締めて着用していた。

## 概要
エジプトの版図が過去最大となる第十八王朝ごろから、人々の衣装は急速に豪華になり始め、奴隷や労働者などは従来通りのシェンティと呼ばれる腰布一枚の姿だったが、比較的裕福な階級は腰布やワンピースドレスの上にカラシリスをまとった。
従来のエジプトの衣服とは異なりほぼ全身を覆うチュニック型、ローブ型、ケープ型の衣装の総称で、ごく薄い白い亜麻布で作られ襞を取って肌を透かして着用されていた。
ファラオとその妻や貴族や神官などの特権階級のほか、地主階級や書記などの上流の豊かな階級が用いていたことが壁画などからわかる。
同じころに小アジアからアイク（haik）と呼ばれる大判の巻衣（体に巻きつけて着用する衣装）も持ち込まれており、マントのように着用されたり、体に巻きつけた余りを肩にかけて着用していた。